# Alvin Rabushka
Alvin Rabushka (15 maggio 1940) è un politologo statunitense.

## Biografia
Dopo la laurea in lingue e studi asiatici all'Università Washington a Saint Louis conseguita nel 1962, soggiornò per un periodo ad Hong Kong per apprendere il cinese. Nel '66 completò l'M.A. e il dottorato in scienze politiche, nel medesimo ateneo.
Nel 1968 divenne docente all'Università di Rochester, incarico che lasciò otto anni più tardi quando fu nominato Fellow all'Hoover Institution on War, Revolution, and Peace, istituto di ricerca e think tank politico dell'Università Stanford, in California.
Membro della Mont Pelerin Society, è noto a livello internazionale per aver teorizzato nel 1985 insieme all'economista Robert Hall un sistema di tassazione ad aliquota fiscale unica, intitolata a loro nome. 

Tale modello di tassazione è l'opposto del sistema di aliquote progressive, nel quale ogni cittadino è chiamato a pagare secondo una legge di proporzionalità crescente rispetto al proprio reddito imponibile.
Rabushka ha collaborato alla stesura di proposte di riforma fiscali ed economiche, dalla tassazione negli Stati Uniti, allo sviluppo economico degli Stati del Pacifico, di Israele, dell'Europa centrale e orientale, in particolare della Russia.